# Liga Dominicana de Fútbol
La Liga Dominicana de Fútbol è il massimo livello del campionato Dominicano. Per motivi di sponsorizzazione è noto come LDF Banco Popular.

## Formula del Torneo
Il campionato si gioca in un girone all'italiana con partite di andata e ritorno. Alla fine della stagione regolare, le migliori 6 piazzate si qualificano per la Liguilla, un gironcino con partite di andata e ritorno che elegge le quattro classificate alla fase finale, due turni ad eliminazione diretta per decretare il campione nazionale.

## Storia
Il campionato nasce nel 2015 come campionato professionistico, grazie all'appoggio della FIFA e della CONCACAF. Precedentemente era presente la Primera Division, di carattere amatoriale e vede la sua ultima edizione nel 2014, sostituita dal neonato campionato.

## Squadre attuali
- Atlantico (Puerto Plata)
- Atlético Pantoja (Santo Domingo)
- Atl. Vega Real (La Vega)
- Cibao (Santiago)
- Delfines del Este (La Romana)
- Jarabacoa (Jarabacoa)
- Moca (Moca)
- Universidad O&M (Santo Domingo)
- San Cristóbal (San Cristóbal)

## Albo d'oro

### Campeonato Nacional
- 1970:  España
- 1971:  España
- 1972:  UCMM (Santiago de los Caballeros)
- 1973:  UCMM (Santiago de los Caballeros)
- 1974:  UCMM (Santiago de los Caballeros)
- 1975:  Moca
- 1976:  Moca
- 1977:  Moca
- 1978:  Moca
- 1979: desconocido
- 1980: desconocido
- 1981:  Universidad Autónoma (Santo Domingo)

- 1982: desconocido
- 1983: desconocido
- 1984:  Moca
- 1985:  Moca
- 1986:  Moca
- 1987:  Moca
- 1988: Desconocido
- 1989:  Universidad Autónoma (Santo Domingo)
- 1990:  Universidad Autónoma (Santo Domingo)
- 1991:  San Cristóbal (San Cristóbal)
- 1992:  San Cristóbal (San Cristóbal)
- 1993:  San Cristóbal (San Cristóbal)

- 1994:  Barcelona Atlético (Santo Domingo)
- 1995:  Moca
- 1996: No hubo torneo
- 1997: desconocido
- 1998: No hubo torneo
- 1999:  Moca
- 2000/01:  Atlético Pantoja
- 2001/02: desconocido
- 2002/03:  Atlético Pantoja
- 2003/04: Casa de España (segundo nivel)
- 2005   :  Don Bosco Jarabacoa (segundo nivel)
- 2006   :  Domingo Savio (La Vega)

### Liga Mayor
| Stagione | Campione                   | Finalista               |
| -------- | -------------------------- | ----------------------- |
| 2001-02  | Baninter (Jarabacoa)       | ---                     |
| 2002-03  | Baninter (Jarabacoa)       | ---                     |
| 2003-04  | no disputado               | no disputado            |
| 2004-05  | Atlético Pantoja (La Vega) | ---                     |
| 2005-06  | no disputado               | no disputado            |
| 2007     | Barcelona Atlético         | ---                     |
| 2008     | no disputado               | no disputado            |
| 2009     | Atlético Pantoja (La Vega) | San Cristóbal           |
| 2010     | Moca                       | Domingo Savio (La Vega) |
| 2011-12  | Atlético Pantoja (La Vega) | Bauger                  |
| 2012-13  | Moca                       | Don Bosco Jarabacoa     |
| 2014     | Moca                       | Don Bosco Jarabacoa     |

### Liga Dominicana de Fútbol (LDF Banco Popular)
| Stagione | Campione           | Finalista              | Semifinalista    | Semifinalista      |
| -------- | ------------------ | ---------------------- | ---------------- | ------------------ |
| 2015     | Atlético Pantoja   | Atlantico              | Moca             | Bauger             |
| 2016     | Barcelona Atlético | Cibao                  | Atlético Pantoja | San Cristóbal      |
| 2017     | Atlantico          | Atlético Pantoja       | Cibao            | Barcelona Atlético |
| 2018     | Cibao              | Atlético San Francisco | Atlético Pantoja | Atl. Vega Real     |
| 2019     | Atlético Pantoja   | Cibao                  |                  |                    |
| 2020     | Universidad O&M    | Delfines del Este      | Cibao            | San Cristóbal      |
| 2021     | Cibao              | Atl. Vega Real         | Jarabacoa        | Atlético Pantoja   |
| 2022     | Cibao              | Atlético Pantoja       | Atl. Vega Real   | Moca               |
| 2023     | Cibao              | Moca                   | Atlético Pantoja | Atlantico          |
| 2024     | Cibao              | Universidad O&M        | Atlético Pantoja | Moca               |

## Titoli per squadra
| Club                 | Campione | Anni campione                                                                |
| -------------------- | -------- | ---------------------------------------------------------------------------- |
| Moca                 | 11       | 1975, 1976, 1977, 1978, 1985, 1984, 1986, 1987, 1995, 1999, 2010, 2013, 2014 |
| Atlético Pantoja     | 7        | 2001, 2003, 2005, 2009, 2012, 2015, 2019                                     |
| Cibao                | 5        | 2018, 2021, 2022, 2023, 2024                                                 |
| UCMM                 | 3        | 1972, 1973, 1974                                                             |
| Universidad Autónoma | 3        | 1981, 1989, 1990                                                             |
| San Cristóbal        | 3        | 1991, 1992, 1993                                                             |
| Barcelona Atlético   | 3        | 1994, 2007, 2016                                                             |
| España               | 2        | 1970, 1971                                                                   |
| Baninter             | 2        | 2002, 2003                                                                   |
| Domingo Savio        | 1        | 2006                                                                         |
| Atlantico            | 1        | 2017                                                                         |
| Universidad O&M      | 1        | 2020                                                                         |

## Marcatori
| Anno | Marcatore               | Squadra                | Reti |
| 2015 | Jonathan Faña           | Bauger                 | 17   |
| 2016 | Anderson Arias          | Barcelona Atlético     | 11   |
| 2017 | Armando Maita           | Atlético Pantoja       | 11   |
| 2018 | Fredys Arrieta          | Atlético San Francisco |      |
| 2019 | Pablo Marisi            | Atlético Pantoja       | 13   |
| 2020 | Daniel Jamesley         | Universidad O&M        | 7    |
| 2021 | Juan David Diaz Sanchez | Atlético Pantoja       | 18   |
| 2022 | Gustavo Azcona          | Moca                   | 14   |